# José Bahamonde y de Lanz
José Bahamonde y de Lanz fou un jurista i polític espanyol que va ser ministre de Governació i ministre de Gracia i Justícia durant el regnat d'Alfons XIII.
Vescomte de Matamala, va ser ministre de Governació entre el 3 de novembre de 1917 i el 22 de març de 1918 en un govern que va presidir García Prieto, i ministre de Gracia i Justícia entre el 15 d'abril i el 20 de juliol de 1919 en el IV govern Maura.

## Obres
- Diccionario de jurisprudencia contecioso-administrativa (1915)
- Los godos. Influencia que ejercieron en la civilización española (1868)